# Info-Riese

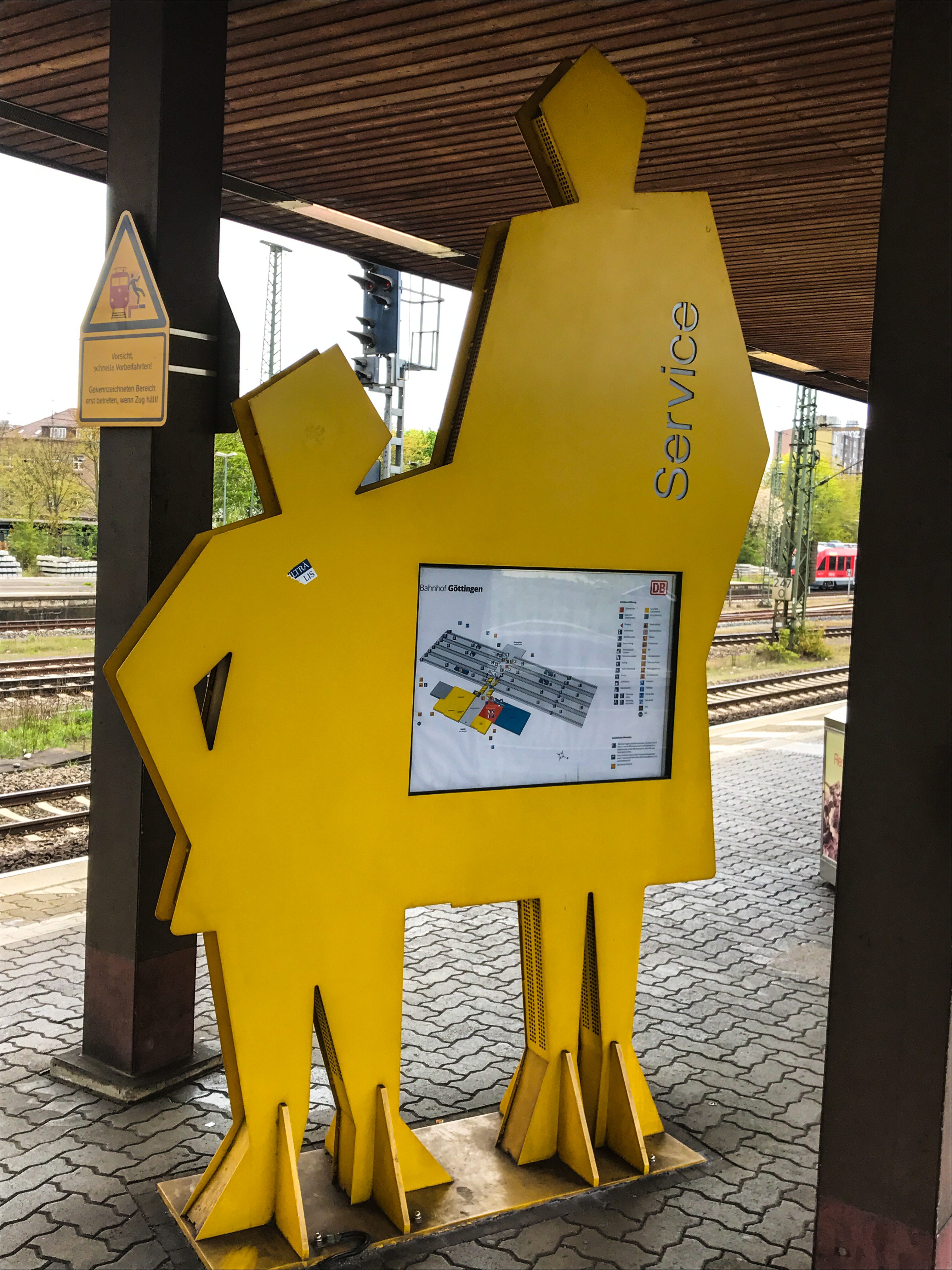
Gelber „Service-Riese“ mit Lageplan im Bahnhof Göttingen (2017)

Info-Riese war die Bezeichnung typischer Bestandteile der Ausstattung größerer Personenbahnhöfe der Deutschen Bahn um die Jahrtausendwende. Es handelte sich um etwa drei bis vier Meter hohe Metallfiguren, die die Silhouette eines oder mehrerer Menschen darstellten. Sie dienten der Gestaltung und dem Wiedererkennungswert; als konkreten Nutzen enthielten sie Schaukästen für Fahrpläne und andere Aushänge.

## Geschichte

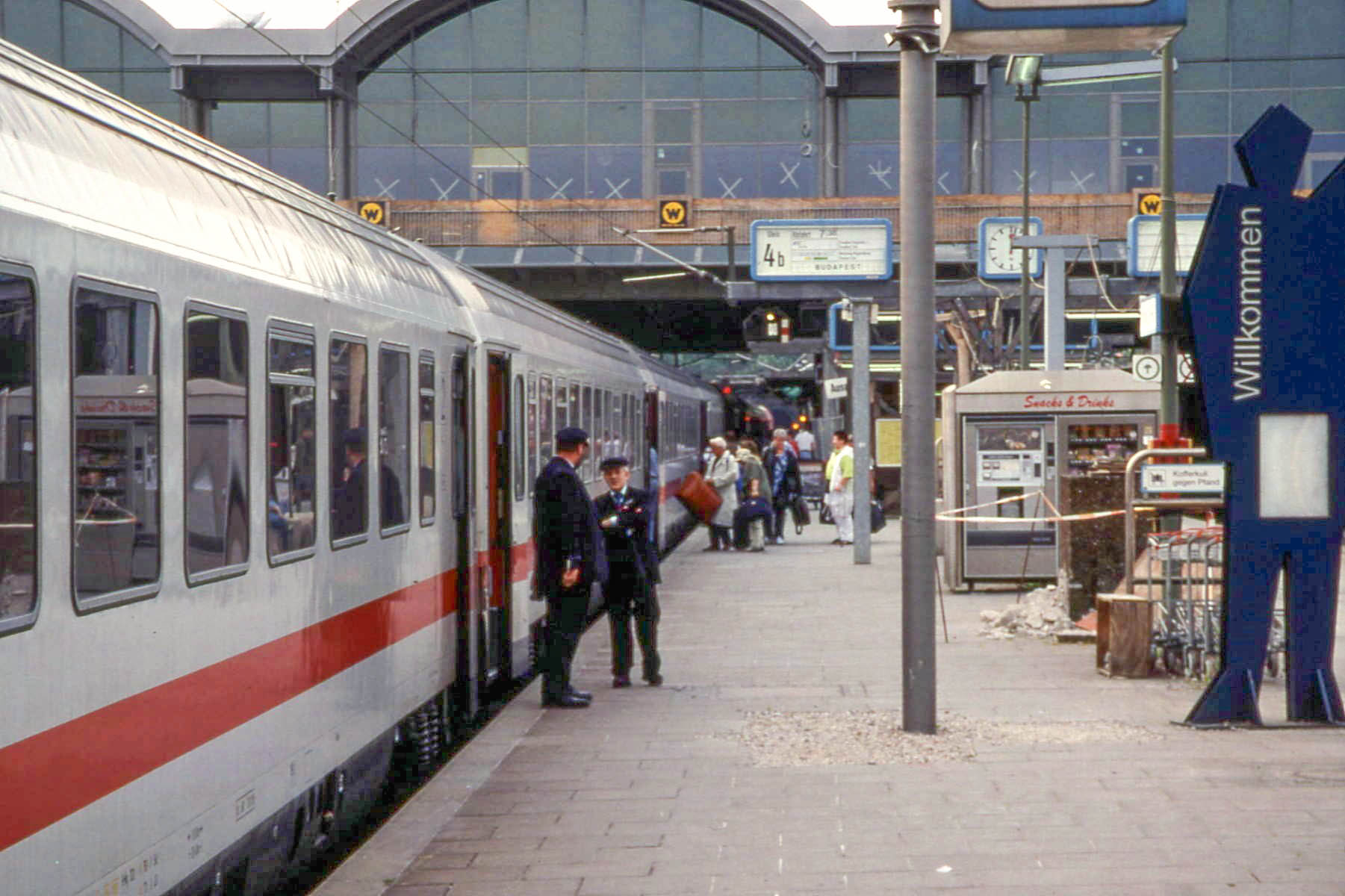
Blaue Figur auf einem Fernbahnsteig in Mainz Hbf (2001)

Die Info-Riesen wurden Mitte der 1990er Jahre unter Martin Lepper, dem ersten Vorstandsvorsitzenden des Unternehmensbereiches Personenbahnhöfe, eingeführt und wurden daher scherzhaft auch als „Leppermännchen“ bezeichnet. Zwischen 2000 und 2005 wurden die meisten Info-Riesen wieder entfernt, jedoch existierten auch im Jahr 2018 an einigen wenigen deutschen Bahnhöfen noch vereinzelte Figuren.

## Verwendung
Die Figuren existierten in vier verschiedenen Farben, die jeweils einer Art von Information zugeordnet und durch eine große vertikale Aufschrift erkenntlich war. Am häufigsten aufgestellt waren die blaue Figur mit der Aufschrift „Willkommen“, die sich in der Regel auf dem Bahnhofsvorplatz befand und in ihrem Schaukasten die Hausordnung des Bahnhofes enthielt, sowie die rote Figur (bestehend aus den Silhouetten zweier Personen) mit der Aufschrift „Fahrplan“ und jenem Schaukasteninhalt auf Bahnsteigen des Fernverkehrs. Außerdem existierten gelbe Figuren (aus zwei Personen bestehend) mit der Aufschrift „Service“, die örtliche Informationen wie einen Bahnhofs- oder Stadtplan enthielten. Nur auf wenigen Bahnhöfen war die grüne Figur (aus vier Personen bestehend) mit der Aufschrift „Forum“ vorhanden, die Veranstaltungshinweise gab.
Eine weitere zeitgenössische Ausstattung von größeren Bahnhöfen war der „Treffpunkt Bahnhof“, eine von Hockern und künstlichen Bäumen umgebene Kugeluhr in der Bahnhofshalle. Auf kleineren Stationen wurden ab Ende der 1990er Jahre sogenannte „DB Pluspunkte“ eingeführt, die aus einem turmförmigen roten Unterstand mit Fahrkartenautomat, Entwerter, Kartentelefon, Notruf- und Infosäule bestehen, an die sich meist ein verglaster Wetterschutz mit Sitz- und Unterstellmöglichkeiten anschließt.

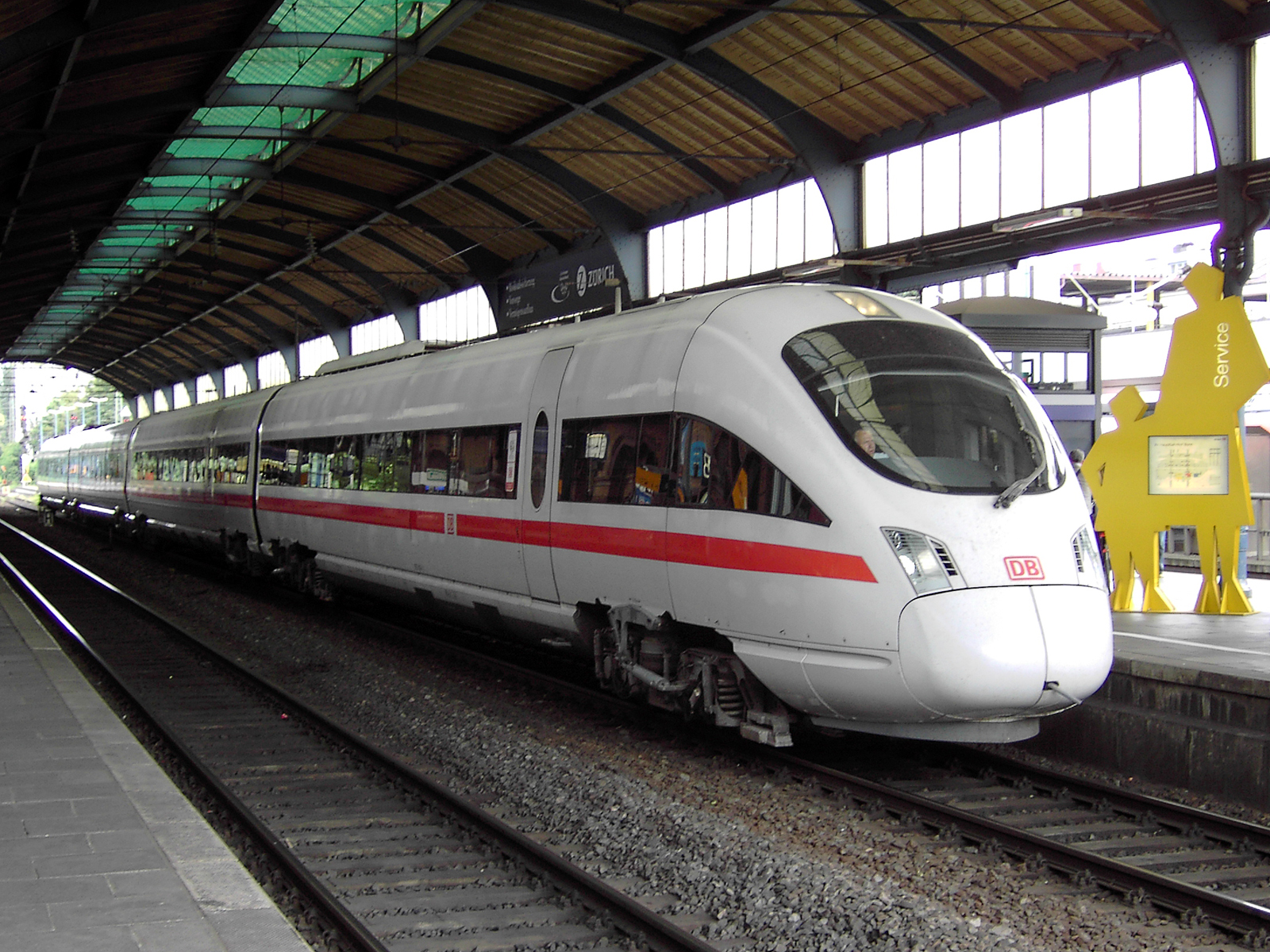
Bonn Hbf (2006)
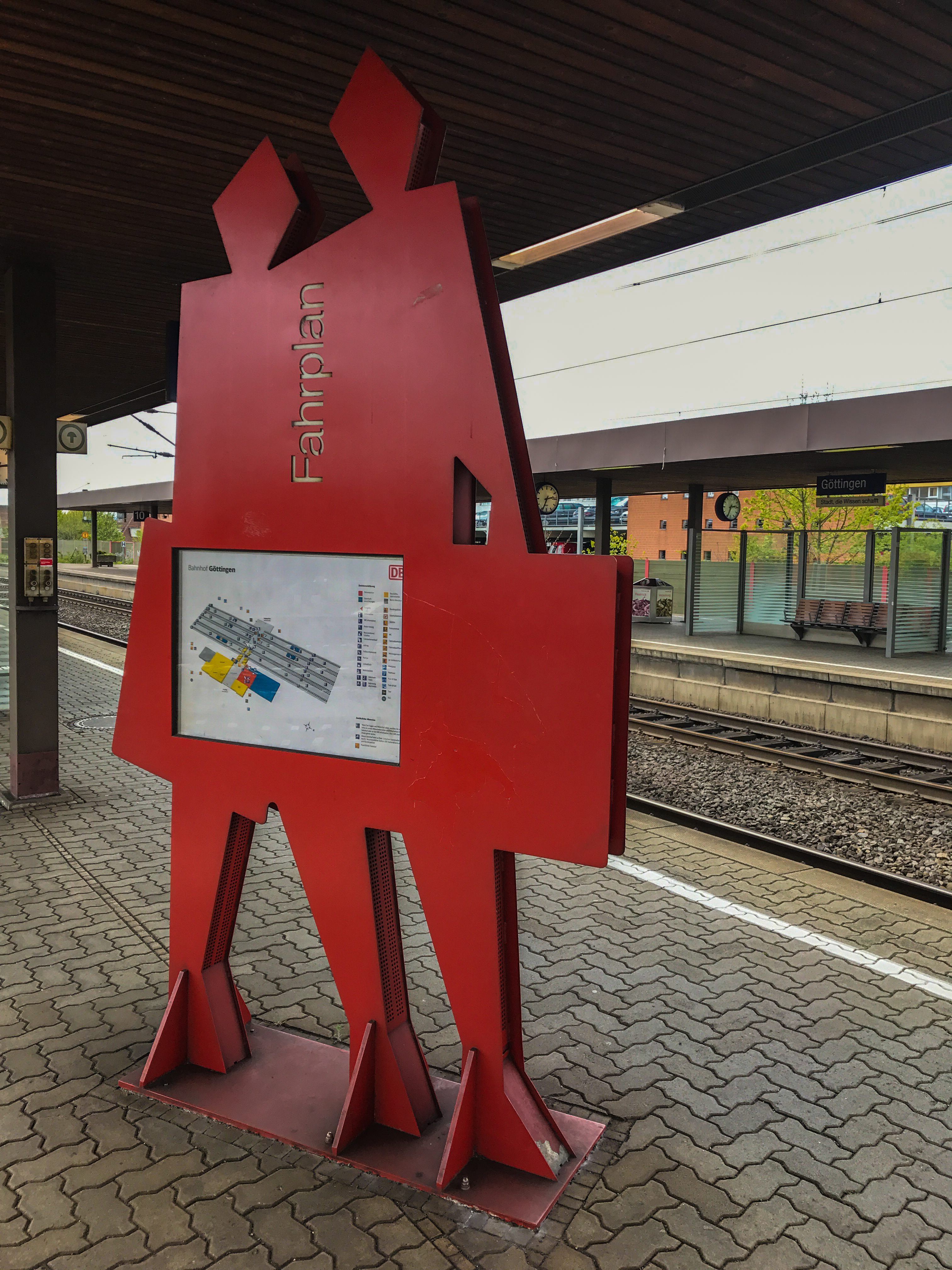
Göttingen (2017)
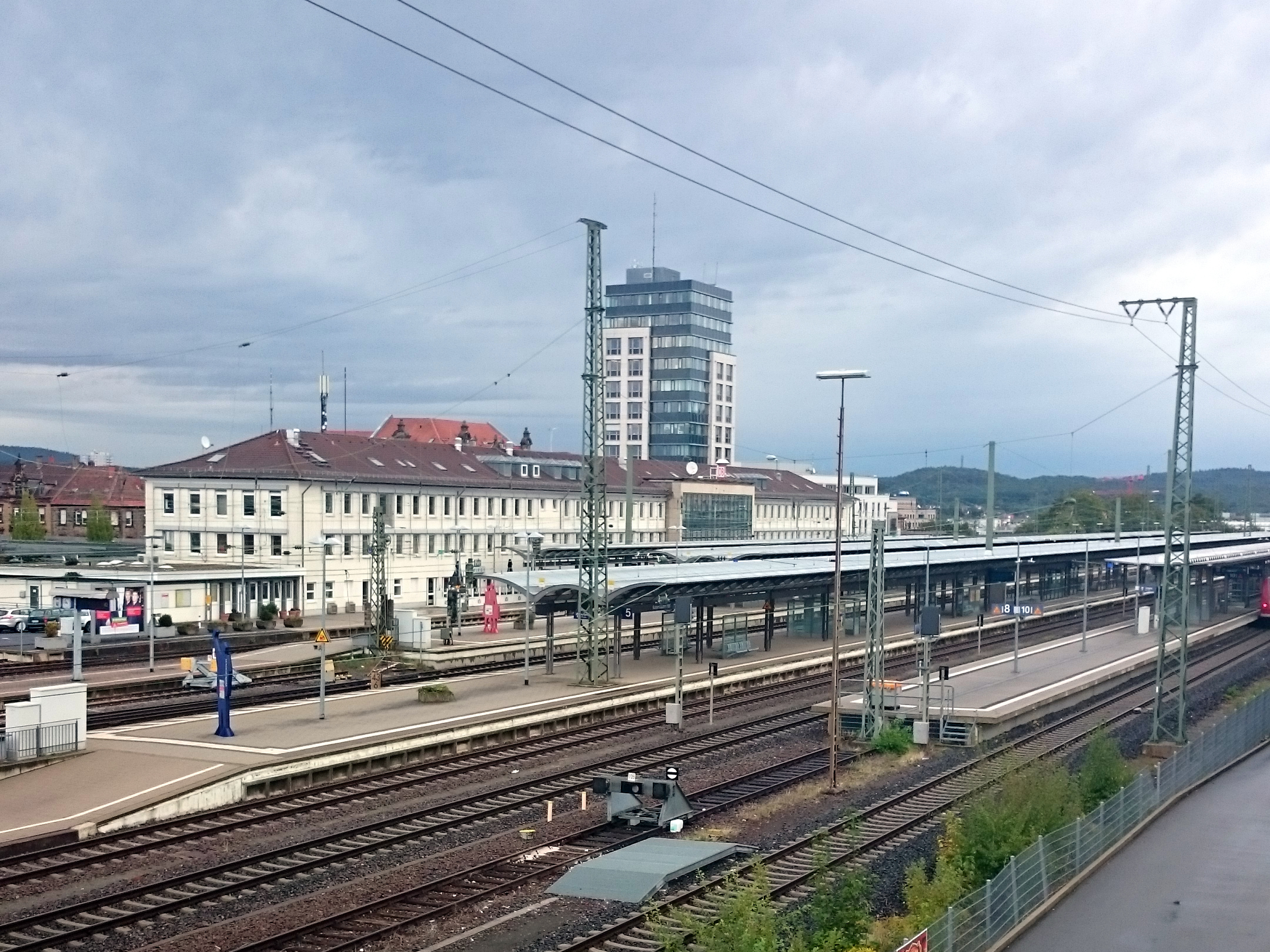
Kaiserslautern Hbf (2015)
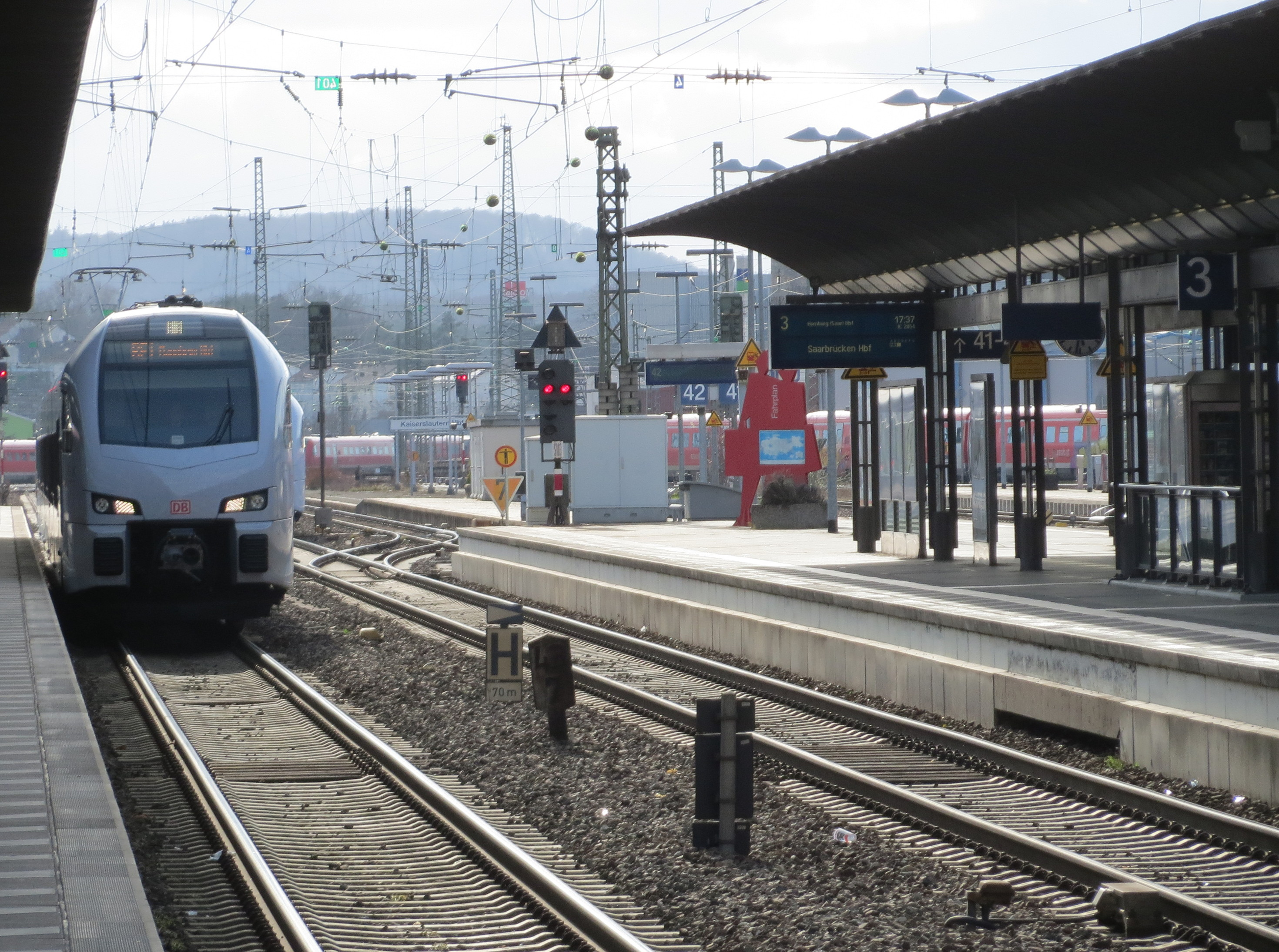
Kaiserslautern Hbf (2015)
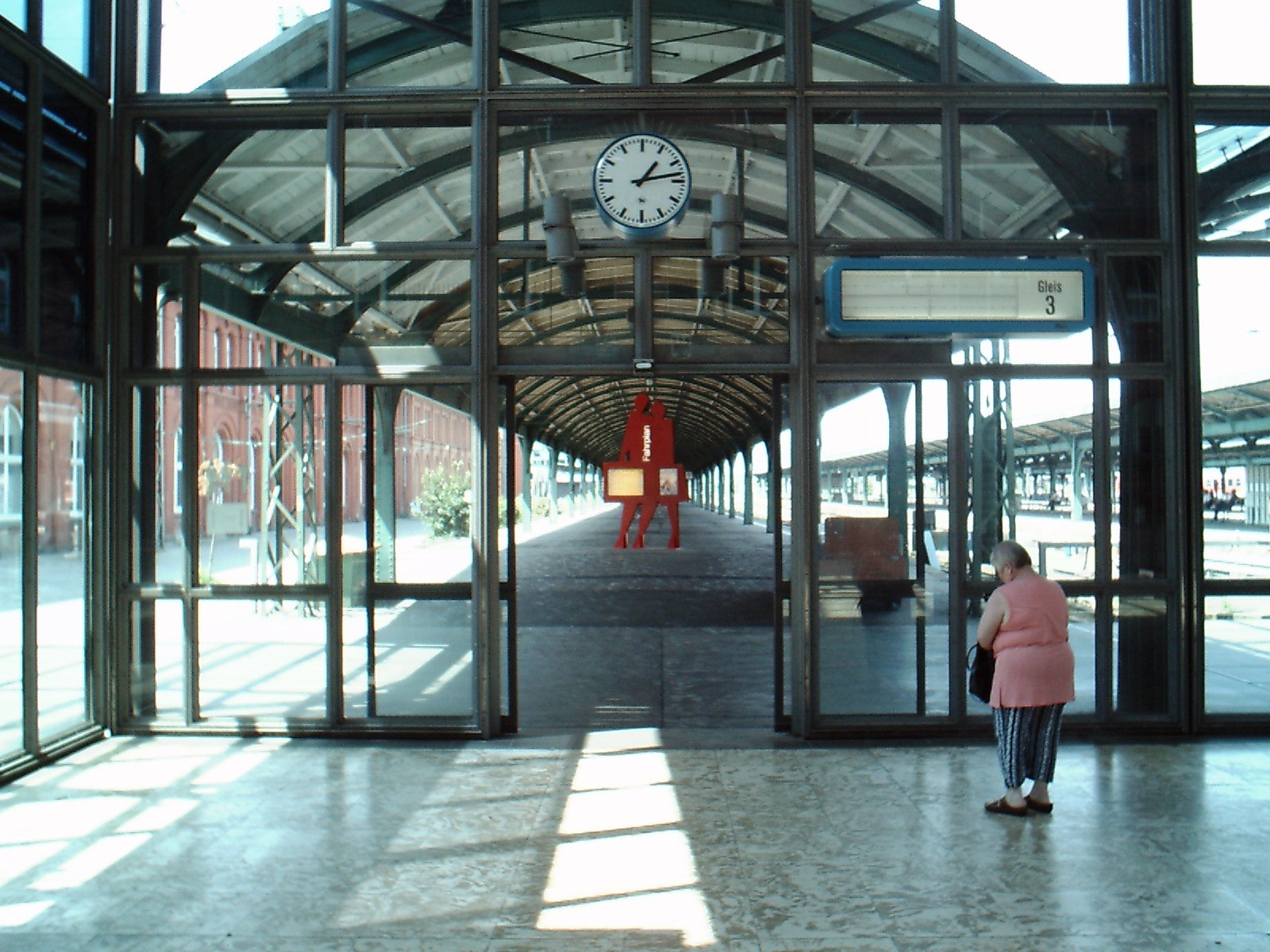
Kassel Hbf (2004)
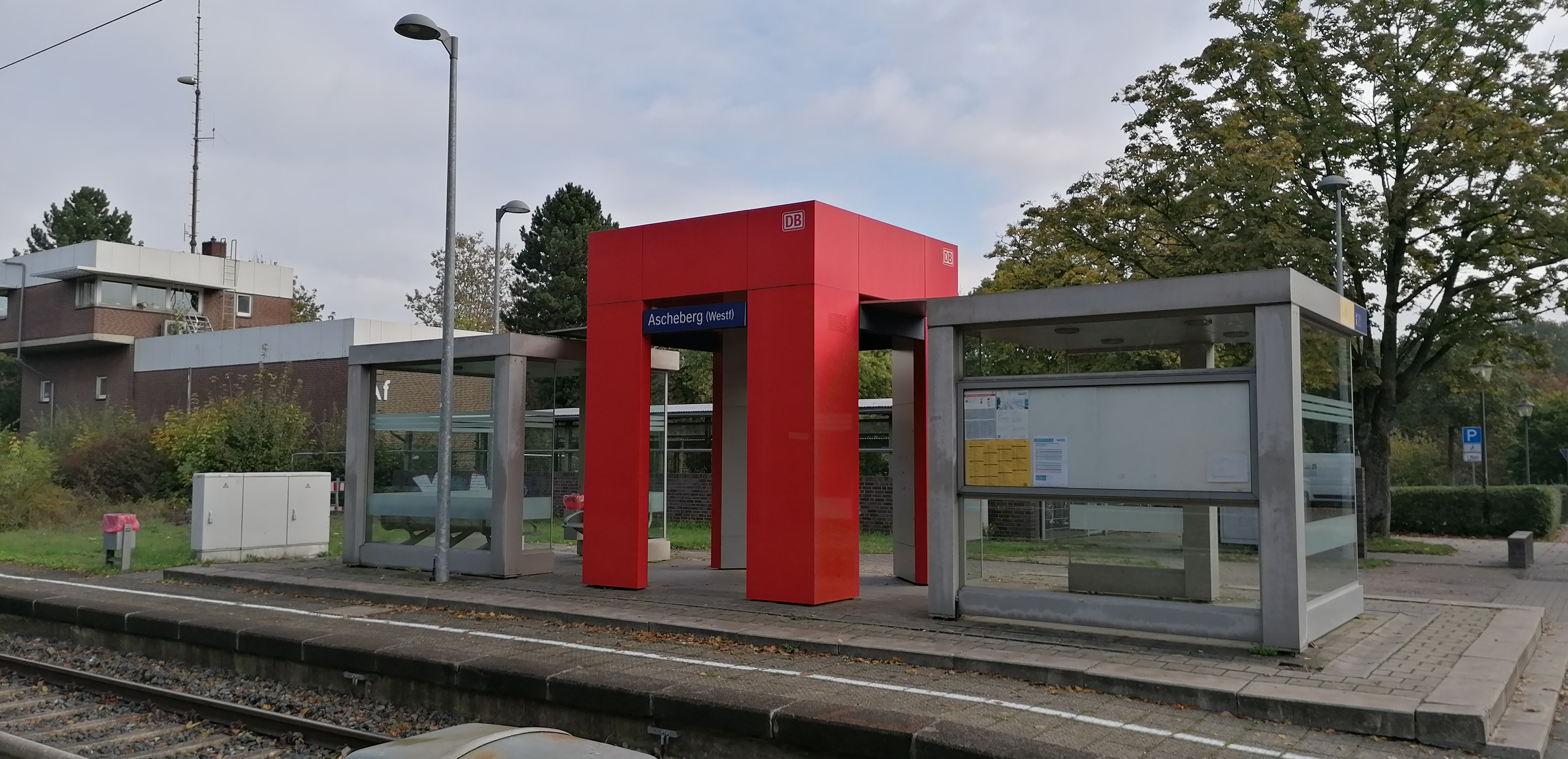
Bahnsteig des Bahnhofs Ascheberg (Westf) mit „DB Pluspunkt“ (2019)